# Маний Ацилий Глабрион (консул 67 пр.н.е.)
Вижте пояснителната страница за други личности с името Маний Ацилий Глабрион.
Маний Ацилий Глабрион (на латински: Manius Acilius Glabrio) e римски политик и генерал през 1 век пр.н.е.
Ацилий Глабрион произлиза от плебейския gens Ацилии. Неговият баща e народен трибун, a дядо му по майка е прочутият юрист Публий Муций Сцевола.
През 82 пр.н.е. Ацилий Глабрион ядосва диктатор Сула като критикува неговата политика. Затова той организира неговия развод от бременната Емилия Скавра, дъщеря на Марк Емилий Скавър Старши и Цецилия Метела Далматика и доведена дъщеря на Сула. Тя умира като съпруга на Помпей при раждането на сина на Глабрион със същото име.
През 70 пр.н.е. Ацилий Глабрион е претор urbanus и води процеса против Гай Вер.
През 67 пр.н.е. Маний Ацилий Глабрион става консул заедно с Гай Калпурний Пизон. Те издават строгия закон против нелегална изборна реклама Lex Acilia Calpurnia.
През следващата година (66) той сменя Луций Лициний Лукул като проконсул на Киликия и като главнокомандващ във войната против Митридат VI. Понеже не съумява да контролира войниците, той е сменен същата година – по закон Lex Manilia – от Помпей. През 64 пр.н.е. той става цензор и пледира през 63 пр.н.е. в заговора на Луций Сергий Катилина за смъртна присъда. През 57 пр.н.е. става понтифекс.
Неговият син Маний Ацилий Глабрион служи при Гай Юлий Цезар и е познат главно от някои писма на Цицерон. (ad Fam. xiii. 30 – 39).